# Leucauge venusta
Leucauge venusta là một loài nhện trong họ Tetragnathidae.
Loài này thuộc chi Leucauge. Leucauge venusta được miêu tả năm 1842 bởi Walckenaer.

## Hình ảnh

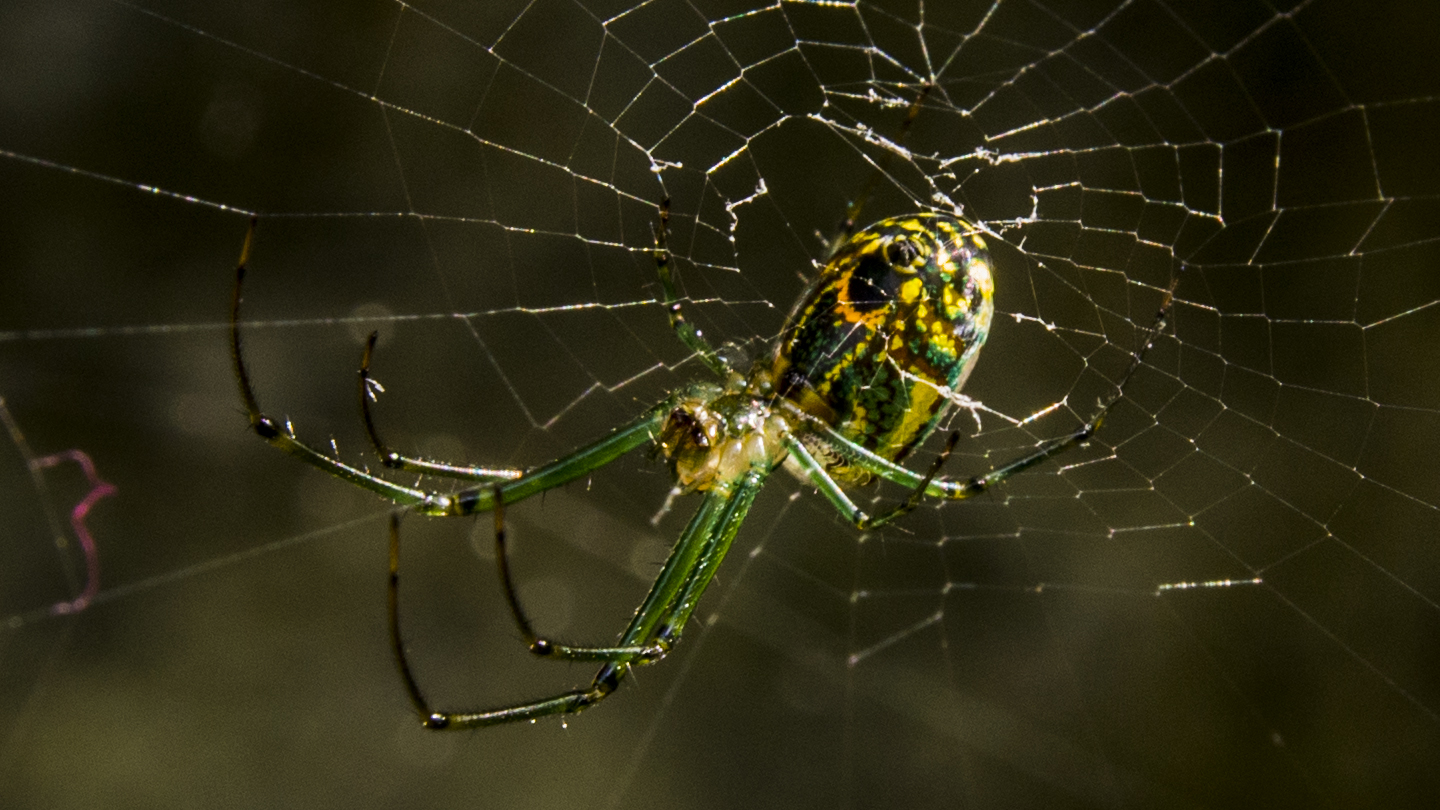
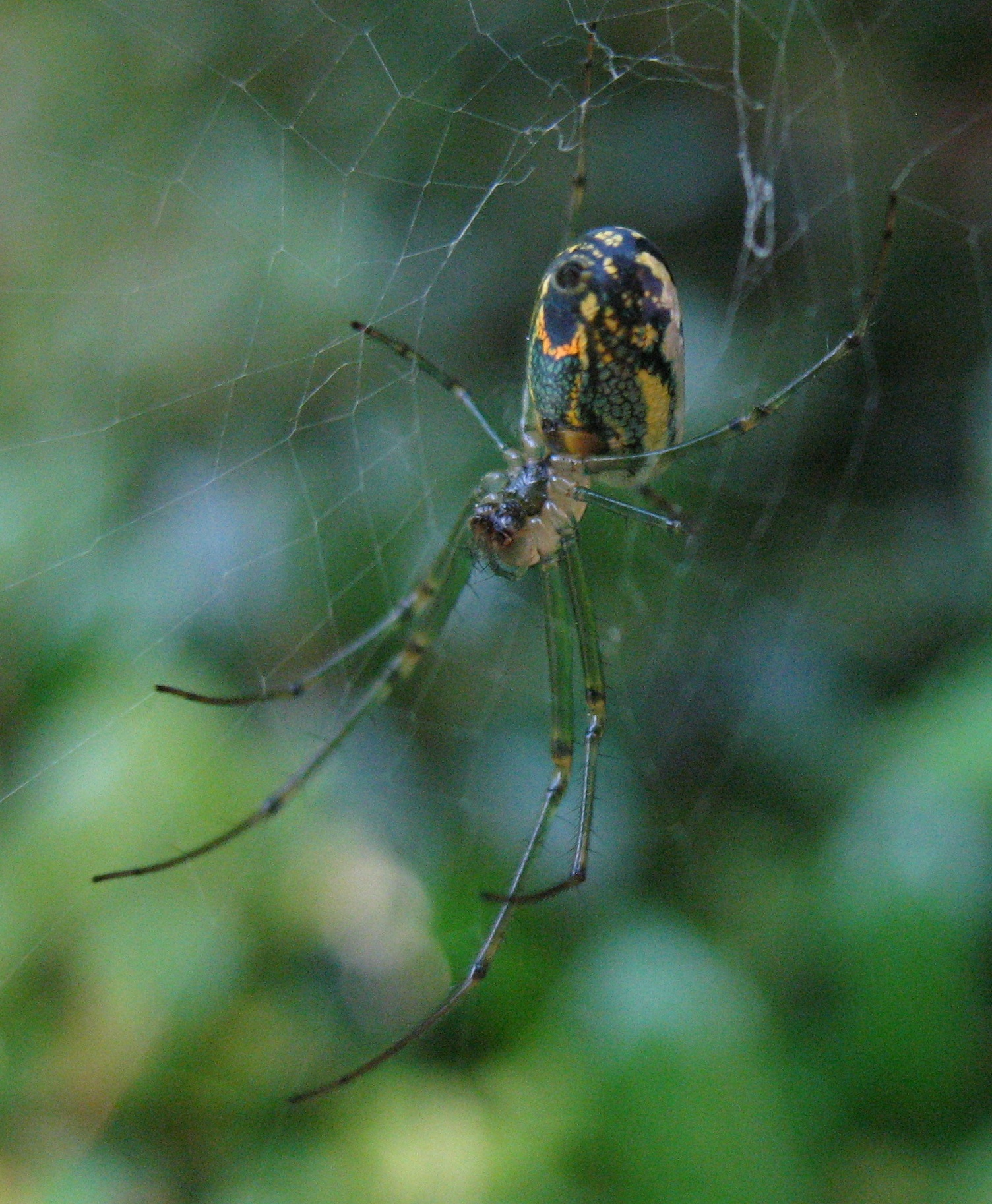
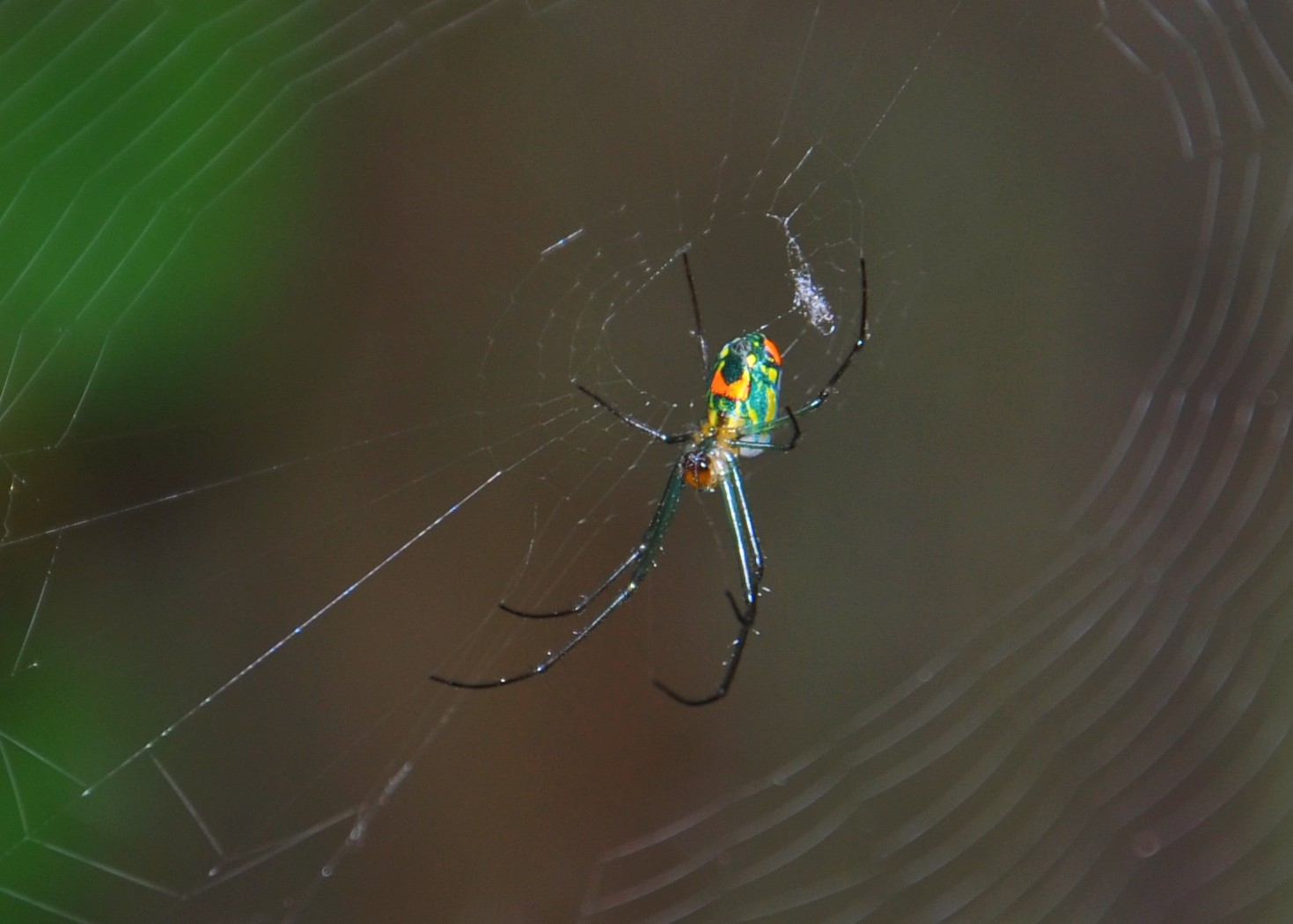
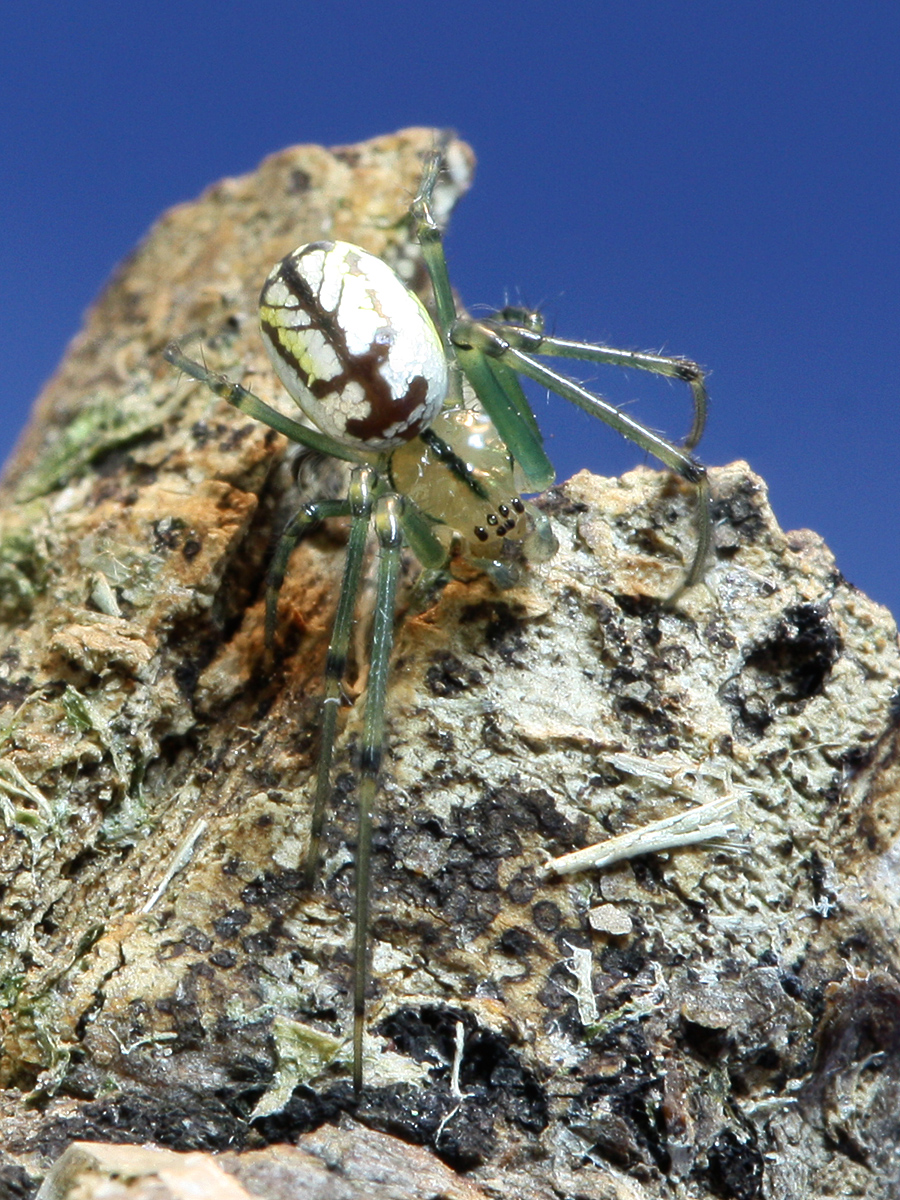